# Câmara Clara
Câmara Clara foi um programa cultural da RTP2. Era emitido todos os domingos, às 22h30, com apresentação de Paula Moura Pinheiro, de 2006 a 2012.
O formato do programa, próximo do anterior telejornal cultural Acontece, consistia na discussão de arte e cultura portuguesas, com a presença de convidados, e várias peças de exteriores e um acompanhamento detalhado dos principais acontecimentos culturais da atualidade portuguesa e mundial.
Entre 2010 e 2012, teve uma edição diária, chamada Diário Câmara Clara, com 5 minutos de duração.